# Oda av Haldensleben
Oda av Haldensleben, född 955/60, död efter 1023, var en polsk hertiginna, gift med Mieszko I av Polen. 